# Martenastate
Martenastate is een state in het Friese dorp Cornjum (Fries: Koarnjum), in de gemeente Leeuwarden.
De oude Martenastate werd sinds de 15e eeuw bewoond door de adellijke families Martena, Van Burmania en Vegelin van Claerbergen. De laatste bewoner, Duco Martena van Burmania Vegilin van Claerbergen (1859-1894), die al deze namen in zijn achternaam verenigde, liet de state na zijn dood bij testament aan de kerkvoogdij van Cornjum, maar deze besloot in 1899 de verpauperde state te slopen. Architect W.C. de Groot ontwierp het huidige miniatuur-kasteeltje (1899). Op het terrein bevindt zich een familiegrafheuvel uit 1809 van de adellijke bewoners of hun familieleden. De toegangspoort (uit 1620) bij de ingang van het park is afkomstig van het afgebroken Landschapshuis te Leeuwarden.
Sinds 1966 is Stichting Martenastate in het bezit van park, state en opstallen en belast met het beheer.
Het 4,5 ha grote park rondom de state is een van de rijkste stinsenplantenlocaties van Nederland. Onderzoeksbureau Floron riep het park in 2019 uit tot 'landelijke hotspot'. In het voorjaar zijn er onder meer Haarlems klokkenspel, bostulp, holwortel, vingerhelmbloem, daslook, gele anemoon, adderwortel en de boerenkrokus te bewonderen. 
In 2018 is Martenastate uitgebreid met twee aangrenzende percelen van voorheen Staatsbosbeheer die een herinrichting hebben ondergaan tot een stinzenflorabos en -singel. In november 2020 is de naastgelegen boerderij aan de Martenawei 4 en het volledige perceel toegevoegd aan het landschapspark.

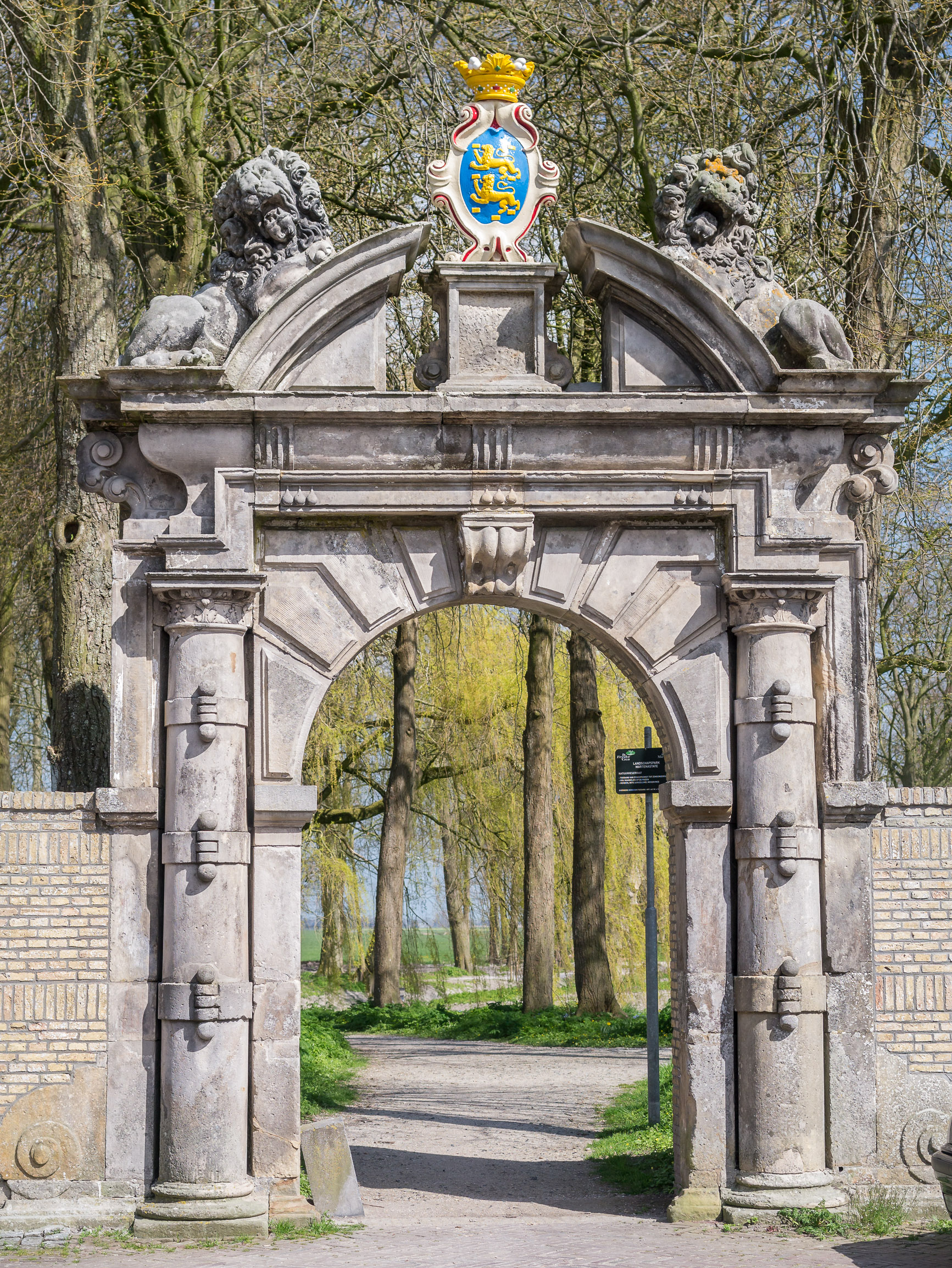
Toegangspoort Park Martenastate
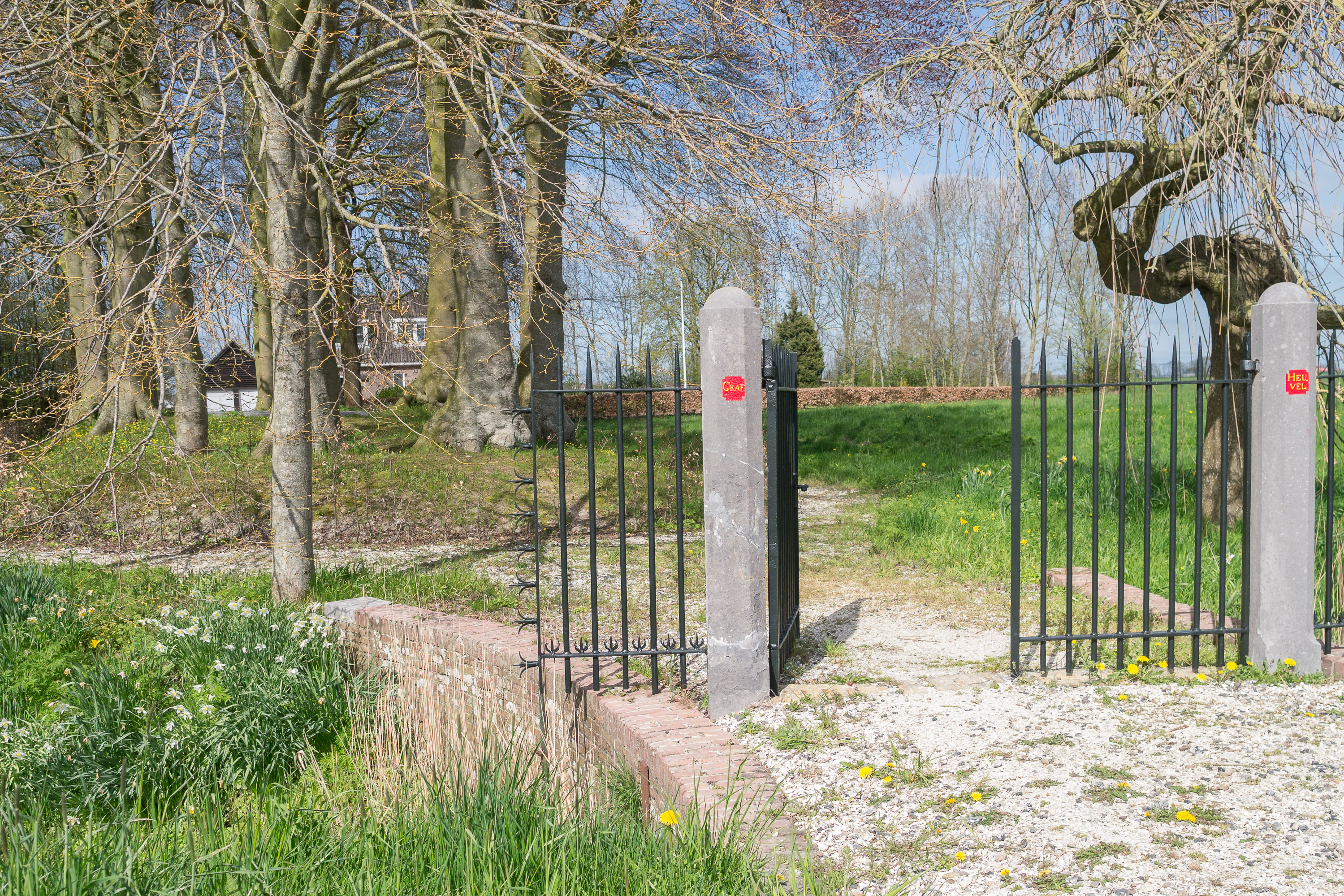
Grafheuvel bij Martenastate
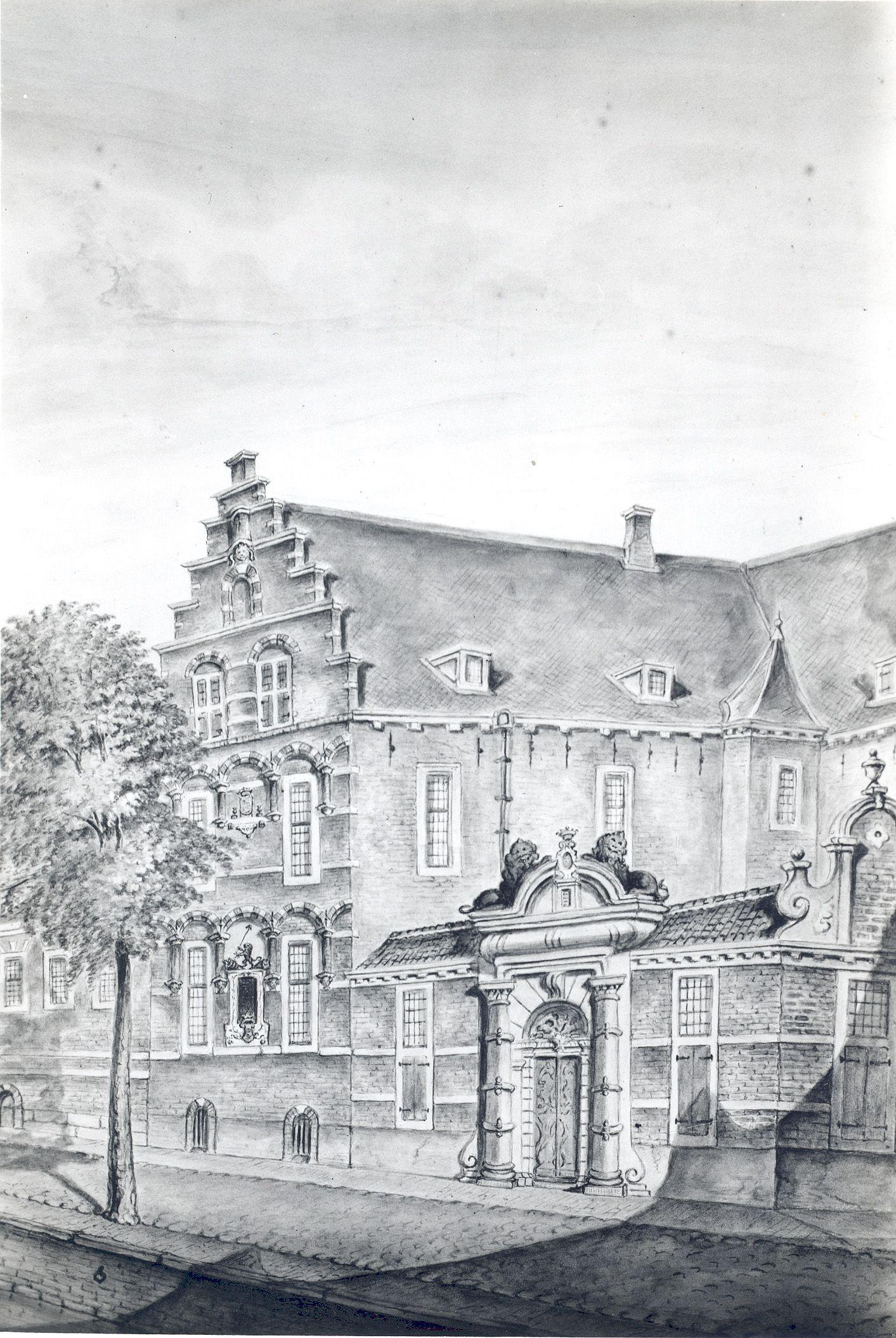
Landschapshuis Leeuwarden

## Wetenswaardigheden
Op het terrein van Martenastate ligt een kleinschalig natuurkampeerterrein. Toegang aan De Wier.
Ald Slot · Amelandshuis · Klein Botnia · Camminghahuis · Crackstate · Dekemastate · Epemastate · Harsta State · Hemmema State · Heeremahuis · Herema State · Poptaslot · Jongema State · Keimpemastins · De Klinze · Liauckama State · Museum Martena · Papingastins · Princessehof · Schierstins · Sickema State · Stadhouderlijk Hof · Stania State · Waltastins · Uniastate · Ylostins (verdwenen)
Aeltsjemar
· De Alde Feanen
· Bakkeveense Duinen
· Bancopolder
· Bekhofschaans
· Bjirmen
· Blauhúster Puollen
· Bocht fan Molkwar
· Botmar
· Bouwepet
· Buismans Einekoai
· Bûtenfjild
· Van Coehoornbosk
· Delleboersterheide
· Diakonieveen
· Dobbe Stienser Aldlân
· Dobben Hurdegarypsterwarren
· Dunegeaster- en Follegeasterpolder
· Dyksfearten
· Eanjumerkolken
· Easterskar
· Einekoai Piaam
· Einekoaien Lytse Geast
· De Fluezen
· Grikelân en Turkije
· Grutte Wielen
· Heide Hulstreed
· De Hon
· Huitebuersterbûtenpolder
· Joodse begraafplaats Tacozijl
· Joodse begraafplaats Noordwolde
· Kapellepôle
· Ketelermar
· Ketliker Skar
· Kobbelân
· Lendebos
· Lindevallei
· Liphústerheide
· Makkumersúdmar
· Makkumerwaarden
· Mandefjild
· Martenastate
· Meulebos
· Meulereed
· Mokkebank
· Mûntsebuorsterpolder
· Noard-Fryslân Bûtendyks
· 't Oerd
· Ottema Wiersma reservaat
· Park Huize Olterterp
· Park Jongemastate
· Peazemerlannen
· Petgatten De Feanhoop
· Polders Koarnwert
· Ringwiel
· Rysterbosk
· De Ryp
· Schaopedobbe
· Séfonsterpolder
· Sippen-finnen
· Skiedingsboskje
· Slachtedyk
· Steile Bank
· Stokersdobbe
· Sudermarpolder
· Syp Set
· Taconisbosk
· Tsjongerwâlen
· Teroelster Sipen
· Unlân fan Jelsma
· Van Asperen einekoaien
· Warkumermar
· Warkumerwaard
· 't West
· Wilhelmina-oard
· Ychtenerfeanpolder